# Kultura Clovis

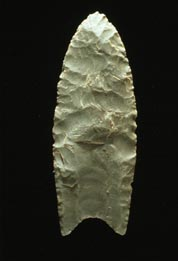
Kamenný hrot, kultura Clovis

Mapa Ameriky ukazuje místa před Kulturou Clovis.

Kultura Clovis je označení staré indiánské kultury, jejíž charakteristické nástroje se poprvé nalezly v letech 1920-1930 v okolí města Clovis v Novém Mexiku. Typickými nálezy jsou kopinaté, oboustranně opracované hroty oštěpů nebo nožů z pazourku, buližníku nebo jaspisu s válcovitým žlábkem na dolním konci. Ten snad sloužil k upevnění na oštěp nebo držadlo. Lovena byla hlavně megafauna.
Kultura vznikla koncem poslední doby ledové, zhruba před 13 tisíci lety, a někdy před 9 tisíci lety ji nahradily rozmanité regionální kultury, které z ní patrně přímo vycházejí. Naleziště této kultury se později objevila i na východě Severní Ameriky (Virginie, Pensylvánie), v Texasu a zejména v Chile. Patrně byla tedy rozšířena po celém Novém Světě a podle genetických dat byli lidé kultury Clovis předky asi 80 % současné domorodé americké populace. Zbývajících 20 % pochází z kmenů, které Ameriku osídlily až v pozdějších vlnách.[zdroj?]
Zda je však Clovis nejstarší domorodou kulturu obou Amerik (hypotéza „Clovis First“), je stále předmětem sporů. V Severní Americe byla nalezena před-cloviská naleziště. V Jižní Americe jsou známa například archeologická naleziště v Chile (Cueva Fell, Monte Verde)
Některé archeologické objevy nasvědčují možnosti, že na Coloradské plošině žila neznámá lidská kultura už v době před asi 37 000 lety.